# Берлин, Александерплац (телесериал)
«Берлин, Александерплац» (нем. Berlin Alexanderplatz) — 14-серийный телевизионный фильм режиссёра Райнера Вернера Фасбиндера. Экранизация одноимённого романа Альфреда Дёблина. Фильм снят немецкими компаниями Westdeutscher Rundfunk и Bavaria Film совместно с итальянской телекомпанией RAI, премьерный показ состоялся в 1980 году. В 2007 году выпущена отреставрированная версия ленты.

## Сюжет
Действие происходит в 1927—1928 годах. Франц Биберкопф выходит из берлинской тюрьмы Тегель после четырёхлетнего заключения за убийство своей подруги Иды. В первое время он испытывает животный страх перед окружающим миром, от которого он успел отвыкнуть; земля буквально уходит у него из-под ног. Через некоторое время, придя в себя, он решает стать честным человеком и даёт себе слово, что не сойдёт с этого пути. Однако оказывается трудным сохранить порядочность в городе, заполненном толпами безработных, где на каждом шагу встречаются политические пропагандисты, мошенники и преступники.

## В ролях
- Гюнтер Лампрехт — Франц Биберкопф
- Барбара Зукова — Мице (Эмилия Карсунке)
- Готфрид Йон — Райнхольд Хоффман
- Ханна Шигулла — Эва
- Элизабет Триссенар — Лина
- Карин Бааль — Минна
- Франц Бухризер — Мек
- Харк Бом — Отто Людерс
- Рогер Фриц — Герберт
- Бригитта Мира — фрау Баст
- Барбара Валентин — Ида
- Иван Десни — Пумс
- Аннемари Дюрингер — Цилли
- Фолькер Шпенглер — Бруно
- Гюнтер Кауфманн — Тео
- Витус Цеплихаль — Руди
- Клаус Хольм — Макс, владелец пивной
- Ханс Михаэль Реберг — комиссар
- Лило Пемпайт — фрау Пумс
- Эльма Карлова — фрау Грайнер
- Хелен Вита — Френце
- Курт Вайнцирль — оратор
- И Са Ло — Ильзе
- Удо Кир — молодой человек в баре
- Вольфганг Шенк — уголовник
- Райнер Вернер Фасбиндер — от автора

## Список серий
| Номер | Название серии | Дата премьерного показа | Длительность, минут | Основные сюжетные события |
| ----- | --- | ----------------------- | ------------------- | --- |
| 1     | «Наказание начинается» (нем. Die Strafe beginnt)                                                                                 | 28 августа 1980         | 82                  | Франц Биберкопф выходит из тюрьмы. Трудности возвращения к нормальной жизни. Встреча с Линой. Обещание быть порядочным человеком.                                            |
| 2     | «Как жить, коли не хочешь умирать» (нем. Wie soll man leben, wenn man nicht sterben will)                                        | 13 октября 1980         | 59                  | Бедность заставляет Франца устроиться продавцом Völkischer Beobachter, что приводит его к столкновению с прежними друзьями-социалистами.                                     |
| 3     | «Удар молотком по голове может ранить душу» (нем. Ein Hammer auf den Kopf kann die Seele verletzen)                              | 20 октября 1980         | 59                  | Франц устраивается разносчиком товаров вместе с Отто Людерсом, дядей Лины. Последний обманывает Франца, который осознаёт, что стал подлецом помимо воли, и решает исчезнуть. |
| 4     | «Горстка людей в глубине тишины» (нем. Eine Handvoll Menschen in der Tiefe der Stille)                                           | 27 октября 1980         | 59                  | Франц уходит в запой. |
| 5     | «Жнец, наделённый властью от бога» (нем. Ein Schnitter mit der Gewalt vom lieben Gott)                                           | 3 ноября 1980           | 59                  | Знакомство Франца с Райнхольдом, который испытывает специфические трудности в общении с женщинами.                                                                           |
| 6     | «Любовь — дорогое удовольствие» (нем. Eine Liebe, das kostet immer viel)                                                         | 10 ноября 1980          | 58                  | Франц помимо воли участвует в ограблении. На обратном пути Райнхольд выбрасывает его из машины под колёса следующего сзади автомобиля.                                       |
| 7     | «Запомни: клятву можно ампутировать» (нем. Merke: Einen Schwur kann man amputieren)                                              | 17 ноября 1980          | 58                  | В результате инцидента Франц лишается правой руки. Некоторое время он живёт у своей прежней подруги Эвы. Франц решает отказаться от своей клятвы и жить в удовольствие.      |
| 8     | «Солнце согревает кожу, но иногда может и обжечь» (нем. Die Sonne wärmt die Haut, die sie manchmal verbrennt)                    | 24 ноября 1980          | 58                  | Знакомство Франца с Мице, начало совместной жизни. |
| 9     | «О вечной пропасти между многими и немногими» (нем. Von den Ewigkeiten zwischen den Vielen und den Wenigen)                      | 1 декабря 1980          | 59                  | Франц узнаёт, что он сутенёр: Мице подрабатывает проституцией, чтобы содержать его. Увлечение Франца политическими митингами.                                                |
| 10    | «Одиночество пробивает дыры и в стенах безумия» (нем. Einsamkeit reißt auch in Mauern Risse des Irrsinns)                        | 8 декабря 1980          | 59                  | Радости и горести жизни с Мице. |
| 11    | «Знание сила, и Утро вечера мудренее» (нем. Wissen ist Macht und Morgenstund hat Gold im Mund)                                   | 15 декабря 1980         | 59                  | Франц вновь занимается грабежом с Райнхольдом и другими. В припадке гнева Франц чуть не убивает Мице. В конце концов они мирятся.                                            |
| 12    | «Змея в душе змеи» (нем. Die Schlange in der Seele der Schlange)                                                                 | 22 декабря 1980         | 59                  | Франц знакомит Мице со своими друзьями. Райнхольд завлекает Мице в лес и убивает.                                                                                            |
| 13    | «Тайное и явное, и Что такое страх перед страхом» (нем. Das Äußere und das Innere und das Geheimnis der Angst vor dem Geheimnis) | 29 декабря 1980         | 58                  | Франц в депрессии из-за исчезновения Мице. Мек раскрывает преступление Райнхольда.                                                                                           |
| 14    | «Эпилог: Мой сон о сне Франца Биберкопфа» (нем. Mein Traum vom Traum des Franz Biberkopf von Alfred Döblin — Ein Epilog)         | 29 декабря 1980         | 112                 | Франц попадает в психиатрическую клинику. Сюрреалистические видения Франца. Выздоровление и суд над Райнхольдом.                                                             |